# Christopher Lloyd (Schauspieler)

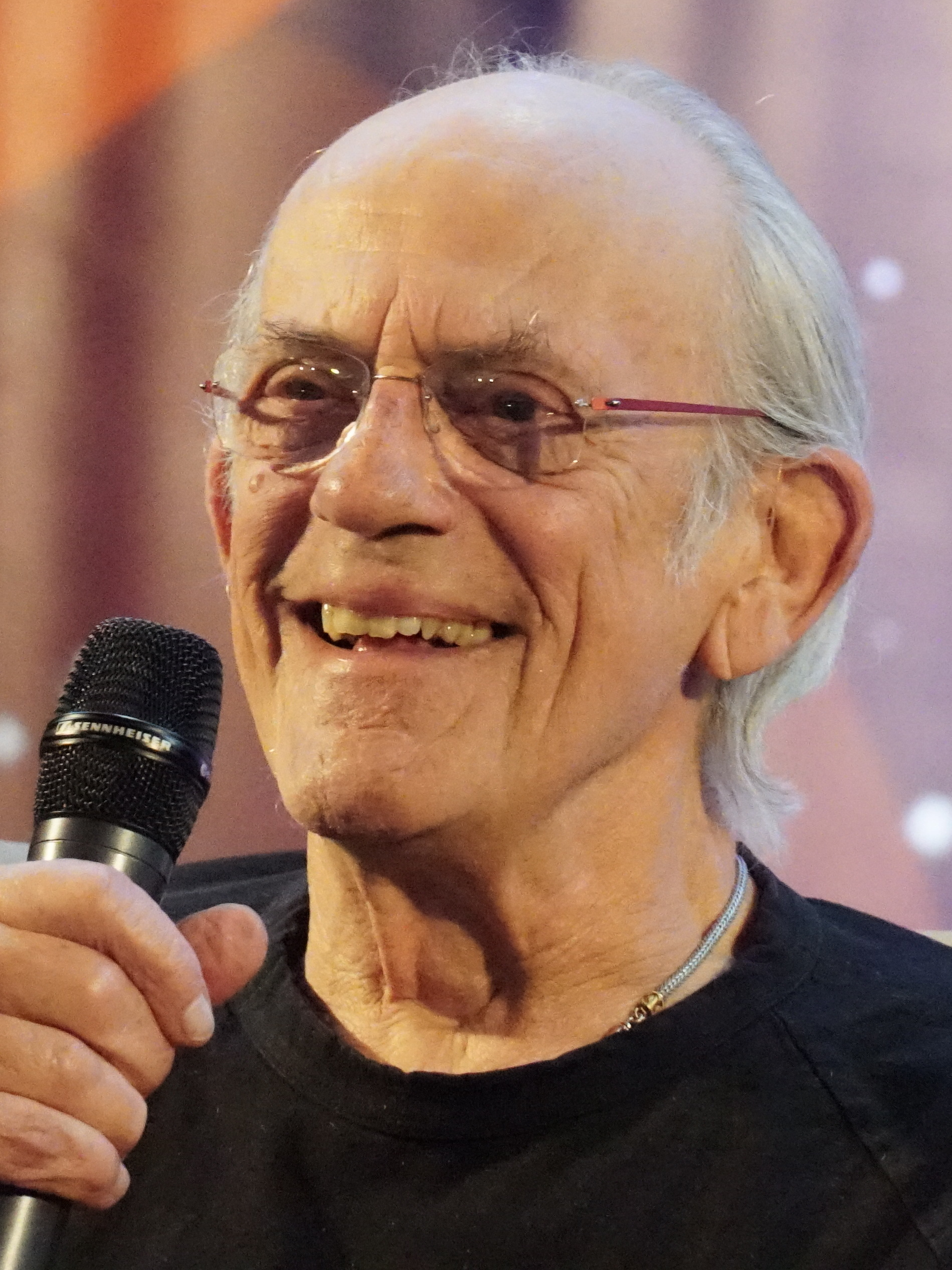
Christopher Lloyd (2022)

Christopher Allen Lloyd (* 22. Oktober 1938 in Stamford, Connecticut) ist ein US-amerikanischer Schauspieler. Seine bekannteste Rolle spielte er als Doc Brown in der Filmtrilogie Zurück in die Zukunft.

## Leben
Christopher Lloyd ist der Sohn von Ruth Lapham (der Schwester des ehemaligen Bürgermeisters der Stadt San Francisco, Roger Lapham) und Samuel R. Lloyd. Er hat vier Schwestern und zwei Brüder. Seinen Schulabschluss machte Lloyd 1958 an der Staples Highschool in Westport, Connecticut.
Nach seinem Abschluss am Neighborhood Playhouse Theater in New York City spielte er unter anderem am Broadway. Sein Filmdebüt hatte Christopher Lloyd 1975 in Einer flog über das Kuckucksnest mit Jack Nicholson. Seitdem spielte er in über 200 Filmen und Fernsehserien mit. Dabei verkörperte er meist seltsame oder verrückte, aber gutmütige Charaktere in Komödien.
Seine bekanntesten Rollen waren die des Dr. „Doc“ Emmett Lathrop Brown in der Zurück-in-die-Zukunft-Trilogie sowie 1991 Onkel Fester in der erfolgreichen Filmkomödie Addams Family und der Fortsetzung Die Addams Family in verrückter Tradition (1993). Er spielte 1988 in der Komödie Falsches Spiel mit Roger Rabbit den Schurken Richter Doom neben Bob Hoskins. 1996 war Lloyd in der Hauptrolle des Point-and-Click-Adventures Toonstruck zu sehen. 1999 trat er im Fernsehfilm Alice im Wunderland als weißer Ritter auf. Im gleichen Jahr übernahm er eine Rolle als Mentor seines Zurück-in-die-Zukunft-Kollegen Michael J. Fox in einer Folge der Serie Chaos City. 2002 absolvierte Lloyd einen Gastauftritt als Vater von Hal in der Serie Malcolm mittendrin.
2014 hatte Lloyd einen vielbeachteten Cameoauftritt als Doc Brown in der Komödie A Million Ways to Die in the West.
Lloyd ist in fünfter Ehe verheiratet: Von 1959 bis 1971 war er mit Catherine Boyd verheiratet, von 1975 bis 1987 mit Kay Tornborg, von 1988 bis 1991 mit Carol Ann Vanek und von 1992 bis 2005 mit Jane Walker Wood. Seit 2016 mit Lisa Loiacono seine Ehefrau.
Sein Neffe Sam Lloyd (1963–2020) war ebenfalls als Schauspieler aktiv und wurde unter anderem durch die Fernsehserie Scrubs – Die Anfänger bekannt.

## Filmografie (Auswahl)
- 1975: Einer flog über das Kuckucksnest (One Flew Over the Cuckoo’s Nest)
- 1978: Der Galgenstrick (Goin’ South)
- 1978: Michael der Indianerjunge (Three Warriors)
- 1978–1983: Taxi (Fernsehserie, 84 Episoden)
- 1979: Mord im Zwiebelfeld (The Onion Field)
- 1979: Die Frau in Rot (The Woman in Red)
- 1979: Butch & Sundance – Die frühen Jahre (Butch and Sundance: The Early Days)
- 1979: Sieben Stuntmen räumen auf (The Fantastic Seven)
- 1980: Schizoid (Schizoid)
- 1981: Die Legende vom einsamen Ranger (The Legend of the Lone Ranger)
- 1981: Wenn der Postmann zweimal klingelt (The Postman Always Rings Twice)
- 1982: Money on the Side (Fernsehfilm)
- 1983: Sein oder nicht Sein (To Be or Not to Be)
- 1983: Mr. Mom
- 1984: Cheers (Fernsehserie, zwei Episoden)
- 1984: Star Trek III: Auf der Suche nach Mr. Spock (Star Trek III: The Search for Spock)
- 1984: Joy of Sex (Joy of Sex)
- 1984: Buckaroo Banzai – Die 8. Dimension (The Adventures of Buckaroo Banzai Across the 8th Dimension)
- 1985: Zurück in die Zukunft (Back to the Future)
- 1985: Alle Mörder sind schon da (Clue)
- 1985: Street Hawk (Pilotfilm)
- 1986: Wunder dauern etwas länger (Miracles)
- 1986: Unglaubliche Geschichten: Der ungeliebte Lehrer (Episode 33 & 34)
- 1987: Track 29 – Ein gefährliches Spiel (Track 29)
- 1987: Hüter des Drachens (Bialy smok)
- 1987: Bobo (Walk Like a Man)
- 1988: Falsches Spiel mit Roger Rabbit (Who Framed Roger Rabbit)
- 1988: Acht Mann und ein Skandal (Eight Men Out)
- 1989: Das Traum-Team (The Dream Team)
- 1989: Zurück in die Zukunft II (Back to the Future Part II)
- 1990: Why me? – Warum gerade ich? (Why Me?)
- 1990: DuckTales: Der Film – Jäger der verlorenen Lampe (DuckTales: The Movie – Treasure of the Lost Lamp, Stimme)
- 1990: Zurück in die Zukunft III (Back to the Future Part III)
- 1991: Der Ritter aus dem All (Suburban Commando)
- 1991: Addams Family (The Addams Family)
- 1992: Der Schwarze Tod (Dead Ahead: The Exxon Valdez Disaster)
- 1992: T-Bone N Weasel (Fernsehfilm)
- 1993: Dennis (Dennis the Menace)
- 1993: Die Addams Family in verrückter Tradition (Addams Family Values)
- 1993: Twenty Bucks – Geld stinkt nicht, oder doch? (Twenty Bucks)
- 1994: Angels – Engel gibt es wirklich! (Angels in the Outfield)
- 1994: Ferien total verrückt (Camp Nowhere)
- 1994: Der Pagemaster – Richies fantastische Reise (The Pagemaster)
- 1994: Radioland Murders – Wahnsinn auf Sendung (Radioland Murders)
- 1994: Auf der Suche nach Dr. Seuss (In Search of Dr. Seuss, Fernsehfilm)
- 1995: Rent-a-Kid
- 1995: Das Leben nach dem Tod in Denver (Things to Do in Denver When You’re Dead)
- 1996: Im Auge des Sturms (The Right to Remain Silent)
- 1997: Das Leben geht weiter (Changing Habits)
- 1997: Anastasia (Stimme)
- 1997: Cadillac Ranch
- 1997: Ein Engel spielt falsch (Angels in the Endzone)
- 1997: Quicksilver Highway (Stephen King’s Quicksilver Highway)
- 1997: Echt Blond (The Real Blonde)
- 1998: Die Entführung von Häuptling Rothaut (The Ransom of Red Chief)
- 1999: Der Onkel vom Mars (My Favorite Martian)
- 1999: Alice im Wunderland (Alice in Wonderland)
- 1999: Baby Geniuses
- 1999: Convergence
- 1999: Der Mondmann (Man on the Moon)
- 1999: It Came From the Sky (Fernsehfilm)
- 2001: Keine Angst vor Halloween (When Good Ghouls Go Bad)
- 2001: Crazy Love – Hoffnungslos verliebt (Chasing Destiny)
- 2001: Kids World
- 2002: Interstate 60
- 2002: Wish You Were Dead
- 2002: Hey Arnold! Der Film (Hey Arnold! The Movie, Stimme)
- 2002: The Big Time (Fernsehfilm)
- 2002: Malcolm mittendrin (Malcolm in the Middle, Fernsehserie, Episode 4x03)
- 2003: Haunted Lighthouse (4D-Kurzfilm)
- 2004: I Dream
- 2004: Admissions
- 2005: Zickenterror an der High School (Bad Girls From Valley High)
- 2005: Pamela Anderson in: Stacked (Stacked, Fernsehserie)
- 2006: A Perfect Day (Fernsehfilm)
- 2007: Numbers – Die Logik des Verbrechens (NUMB3RS, Fernsehserie, Episode 4x09)
- 2008: Despereaux – Der kleine Mäuseheld (The Tale of Despereaux, Stimme)
- 2009: Meteoriten – Apokalypse aus dem All (Meteor, Fernsehzweiteiler)
- 2008: Fly Me to the Moon 3D (Stimme, Zeichentrick)
- 2008: Criminal Intent – Verbrechen im Visier (Law & Order: Criminal Intent, Episode 7x17)
- 2009: Knights of Bloodsteel
- 2009: Ruf der Wildnis (Call of the Wild)
- 2009: Santa Buddies – Auf der Suche nach Santa Pfote (Santa Buddies)
- 2010: Piranha 3D
- 2010: Jack im Reich der Riesen (Jack and the Beanstalk)
- 2010: Snowmen
- 2010: Chuck (Fernsehserie, Episode 3x16)
- 2011: Fringe – Grenzfälle des FBI (Fringe, Fernsehserie, Episode 3x10)
- 2011: Love, Wedding, Marriage – Ein Plan zum Verlieben (Love, Wedding, Marriage)
- 2011: Die Hexen von Oz (The Witches of Oz)
- 2011: The Chateau Meroux
- 2011: Excuse Me for Living
- 2011: InSight
- 2011: Adventures of Serial Buddies
- 2012: The Oogieloves in the Big Balloon Adventure
- 2012: Last Call
- 2012: Dead Before Dawn 3D
- 2012: Piranha 2 (Piranha 3DD)
- 2012: R. L. Stine’s The Haunting Hour (Fernsehserie, Episode 3x01)
- 2012: Foodfight! (Stimme)
- 2013: Raising Hope (Fernsehserie, Episode 3x11)
- 2013: Psych (Fernsehserie, Episode 7x05)
- 2013: Mickey Matson und der geheime Orden (The Adventures of Mickey Matson and the Copperhead Treasure)
- 2013: The Michael J. Fox Show (Fernsehserie, eine Episode)
- 2014: Blood Lake: Killerfische greifen an (Blood Lake: Attack of the Killer Lampreys)
- 2014: A Million Ways to Die in the West
- 2014: Sin City 2: A Dame to Kill For (Sin City: A Dame to Kill For)
- 2014: Zodiac – Die Zeichen der Apokalypse (Zodiac: Signs of the Apocalypse, Fernsehfilm)
- 2014: Pirate’s Code: The Adventures of Mickey Matson
- 2014: The One I Wrote for You
- 2015: 88
- 2015: The Boat Builder
- 2015: Ein Heiratsantrag zu Weihnachten (Just in Time for Christmas)
- 2016: I Am Not a Serial Killer
- 2016: Cold Moon
- 2016: The Big Bang Theory (Fernsehserie, Episode 10x10)
- 2017: Abgang mit Stil (Going In Style)
- 2017: The Sound
- 2017: Muse (Musa)
- 2017–2018: 12 Monkeys (Fernsehserie, 3 Episoden)
- 2018: Roseanne (Fernsehserie, Episode 10x06)
- 2018: Zwischenstation (Boundaries)
- 2018: Making a Killing
- 2018: ReRun
- 2018: Guess Who Died (Fernsehfilm)
- 2020: Navy CIS (NCIS, Fernsehserie, Episode 17x20)
- 2021: Nobody
- 2021: Senior Moment
- 2021: Queen Bees – Im Herzen jung (Queen Bees)
- 2021: The Tender Bar
- 2021: Nächster Halt: Weihnachten (Next Stop, Christmas)
- 2022: Tankhouse
- 2022: Spooky Night – Nachts im Horrorladen (Spirit Halloween: The Movie)
- 2023: Self Reliance
- 2023: The Mandalorian (Fernsehserie, Episode 3x06)
- 2023: Nandor Fodor and the Talking Mongoose
- 2024: Knuckles (Fernsehserie, 2 Episoden)
- 2025: Wednesday (Fernsehserie, 3 Episoden)
- 2025: Nobody 2

## Auszeichnungen (Auswahl)
- 1973: Drama Desk Award
- 1982: Emmy-Award (für Taxi)
- 1983: Emmy-Award (für Taxi)
- 1992: Emmy-Award (für Road to Avonlea)
- 1994: Independent Spirit Award (Bester Nebendarsteller in Twenty Bucks)

## Deutsche Synchronsprecher
Lloyd wurde im Laufe seiner Karriere von über vierzig verschiedenen Synchronsprechern synchronisiert. In Einer flog über das Kuckucksnest war Hartmut Neugebauer die deutsche Stimme. Ab dem ersten Teil von Zurück in die Zukunft sollte der Stammsprecher Ernst Jacobi werden, dem die Synchronisation jedoch zu anstrengend war; so blieb es nur bei zwei Filmen, Zurück in die Zukunft und Das Traum-Team. Der Synchronregisseur Michael Nowka entschied sich für Lutz Mackensy als deutsche Stimme für die folgenden Teile, da dieser gerade zufällig im Synchronstudio war. Mackensy synchronisiert seitdem Lloyd in den meisten Filmen. Andere Sprecher waren auch Hermann Ebeling, Joachim Höppner, Norbert Gescher und einige mehr. In I Am Not a Serial Killer wurde Lloyd von Aart Veder synchronisiert.